# 圣贡东
圣贡东（法語：Saint-Gondon，法語發音：[sɛ̃ ɡɔ̃dɔ̃]）是法国卢瓦雷省的一个市镇，属于蒙塔日区。

## 地理
圣贡东（47°41'56"N, 2°32'29"E）面积22.4 平方千米，位于法国中央-卢瓦尔河谷大区卢瓦雷省，该省份为法国中北部省份，北起埃松省，西北接厄尔-卢瓦省，西南接卢瓦-谢尔省，南至涅夫勒省和谢尔省，东临约讷省，东北接塞纳-马恩省。
与圣贡东接壤的市镇（或旧市镇、城区）包括：当皮埃尔昂比尔利、库隆、利翁昂叙利亚斯、讷瓦、普瓦伊莱日安、圣弗洛朗。

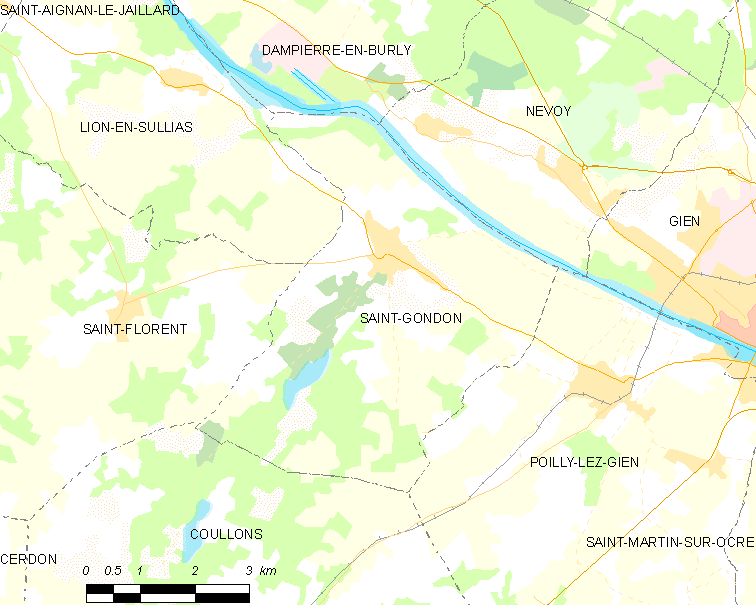
圣贡东的OSM定位图

圣贡东的时区为UTC+01:00、UTC+02:00（夏令时）。

## 行政
圣贡东的邮政编码为45500，INSEE市镇编码为45280。

## 政治
圣贡东所属的省级选区为卢瓦尔河畔叙利县。

## 人口

1962-2008年间圣贡东人口变化图示

圣贡东于2022年1月1日时的人口数量为1046人。